# رزوتانو
رزوتانو (به ایتالیایی: Resuttano) یک کومونه در ایتالیا است که در استان کالتانیستا واقع شده‌است.

## خصوصیات
رزوتانو ۳۸٫۲ کیلومترمربع مساحت و ۲٬۳۷۰ نفر جمعیت دارد و ۶۰۰ متر بالاتر از سطح دریا واقع شده‌است.